# Museo diocesano (Ascoli Satriano)
Il museo diocesano di Ascoli Satriano è un museo d'arte sacra ospitato negli ambienti dell'antico monastero di Santa Maria del Popolo.
Il vescovo Felice di Molfetta istituì il museo diocesano con un decreto vescovile del 29 giugno 2003. Il 24 luglio 2007 è entrato a far parte del Polo museale di Ascoli Satriano.

## Opere
Tra le varie opere esposte custodisce:
- tele risalenti al '600 e al '700, provenienti da Ascoli Satriano, Cerignola ed Orta Nova, sia di ignoti artisti locali che di grandi autori napoletani come Paolo De Matteis e Paolo De Maio;
- sculture cultuali, raffiguranti prevalentemente santi, tra cui la Madonna con Bambino, proveniente da Cerignola e risalente ad un periodo tra il XIII ed il XIV secolo;
- ostensori;
- calici;
- un Instrumentum pacis, che raffigura la Madonna della Purificazione, protettrice di Candela;
- una croce lignea di ebano e mogano, con intarsio d'avorio e madreperla, proveniente da Rocchetta Sant'Antonio;
- ricchi paramenti liturgici in seta ricamata in oro.

## Sede
Il complesso di Santa Maria del Popolo, dove si trova il polo museale, è costituito dalla chiesa e dal monastero. La chiesa, oggi auditorium del museo, è risalente al XIII secolo.Ha due navate con un'abside poligonale. A metà del Settecento vennero eseguiti importanti restauri. L'altare maggiore si trova attualmente sul presbiterio della concattedrale di Ascoli Satriano, per volere del vescovo Antonio Maria Nappi, che lo riconsacrò il 21 giugno 1821. Il monastero, a pianta quadrangolare, ospitò gli eremiti dell'Ordine di Sant'Agostino, fino al 1809, anno della soppressione dell'ordine. Nel 1818 fu affidato alle Redentoriste di Sant'Alfonso Maria de Liguori, poi alle Suore sacramentine ed infine alle Domenicane del Santissimo Sacramento, che lo abitarono sino al 1961, quando sia la chiesa che il monastero vennero definitivamente chiusi ed abbandonati.